# Jun Lu
Jun Lu (nacido el 19 de marzo de 1959) es un árbitro de fútbol chino. Se hizo conocido por arbitrar dos partidos en la Copa Mundial de Fútbol de 2002 en Corea del Sur y Japón. El primero de esos partidos fue el disputado entre Croacia y México en Niigata; y el otro entre Polonia y Estados Unidos en Daegu, recibiendo muchas críticas por parte de los estadounidenses, quienes se sintieron perjudicados en los fallos del oriental. También arbitró la Copa Confederaciones 2001 disputada en Corea del Sur y Japón.

## Mundial 2002

### MéxicoMéxico1-0CroaciaCroacia
Este partido de primera ronda por el grupo G fue el primer encuentro dirigido por el chino Jun Lu. En un partido que no se destrababa del 0 el árbitro chino pitó penalti a favor de los mexicanos en el minuto 59' de juego luego de que el croata Boris Zivkovic cometiera la falta sobre el mexicano Cuauhtémoc Blanco. No sólo fue la apertura del marcador para los mexicanos sino que además los croatas sufrieron la expulsión del que cometió el penalti (Zivkovic) ya que el chino lo echó al pitar el penalti.

### PoloniaPolonia3-1Estados Unidos
Éste fue el último partido que el árbitro chino dirigió, perteneciente a la primera fase del Grupo D. En un partido controvertido, el chino volvió a pitar un penalti; esta vez en favor de los polacos. Sin embargo, no se convirtió en gol debido a una excelente atajada del portero estadounidense Brad Friedel. Ésta, y muchas decisiones más del oriental hicieron que el equipo norteamericano lo defenestrara luego del encuentro acusándolo de parcial y racista.